# بخش مرکزی شهرستان فیروزه
بخش مرکزی شهرستان فیروزه یکی از بخش‌های شهرستان فیروزه در استان خراسان رضوی ایران است که در سال ۱۳۸۶ تأسیس شده‌است و دارای یک شهر و دو دهستان است.

## تاریخچه
بخش تخت جلگه در تصویب‌نامهٔ هیئت وزیران در تاریخ ۲۱ شهریور ۱۳۶۹ به عنوان یکی از بخش‌های شهرستان نیشابور معرفی شد. سپس در جلسه هیئت وزیران در ۲۹ مهر ۱۳۸۶، شهرستان تخت جلگه تأسیس شد و نام این بخش به بخش مرکزی شهرستان تخت جلگه تغییر یافت. در ۱ آبان ۱۳۹۰ نام شهرستان تخت جلگه به فیروزه تغییر یافت.

## تقسیمات کشوری
بخش مرکزی شهرستان فیروزه به مرکزیت فیروزه دارای دو دهستان و یک شهر است:
- دهستان‌ها:
  - دهستان تخت جلگه
  - دهستان فیروزه
- شهرها:
  - فیروزه

## جمعیت
بنابر سرشماری مرکز آمار ایران، جمعیت بخش مرکزی شهرستان فیروزه در سال ۱۳۹۰ برابر ۲۱٬۵۱۳ نفر (۶٬۲۷۳ خانوار) است.